# Tomasz Działosz
Tomasz Działosz właśc. Tomasz Mikołajczak (ur. 17 października 1882 w Śremie, zm. 7 października 1935 w Poznaniu) – polski aktor teatralny i dyrektor teatru.

## Życiorys
W latach 1909–1911 oraz 1916-1918 grał w Teatrze Polskim w Poznaniu, a następnie występował w zespole Ludwika Dybizbańskiego (1918). W okresie poprzedzającym plebiscyt na Warmii i Mazurach w 1920 roku zorganizował zespół objazdowy nazwany Teatrem Plebiscytowym na Warmię, który prezentował program artystyczny, na który składały się: prelekcja pt. "Za co Polak Ojczyznę swą kocha", prezentacja "Godzina mistrzów pieśni i słowa polskiego" oraz spektakl "Skazaniec". Premiera programu miała miejsce w dniu 28 stycznia 1920 roku w Lesznie.  Natomiast w dniu 13 kwietnia 1920 roku Działosz oraz inni członkowie grupy teatralnej zostali pobici przez bojówki niemieckie w Biskupcu Reszelskim, wskutek czego zespół zaprzestał działalności.
Po zakończeniu plebiscytu występował w Krakowie (Teatr im. Juliusza Słowackiego 1921-1923), Poznaniu (Teatr Nowy 1929-1930, Teatr Popularny 1930-1931) oraz Warszawie (Teatr Kameralny, Teatr Wielki 1933).
W dniu 5 października 1917 roku ożenił się z Pelagią Paszkowską.